# Acamptopappus
Acamptopappus je maleni biljni rod zeljastog bilja iz porodice glavočika. Sastoji se od dvije vrste američkih endema s američkog jugozapada. Obje vrste raširene su po pustinjskim krajevima, uključujući pustinje Mojave i Sonora.
Zbog žutih cvjetova na uspravnim stabljikama ovaj rod lokalno je nazvan goldenhead.
Larve leptira Coleophora acamtopappi koriste sjemenke vrste Acamptopappus sphaerocephalus kao hranu.

## Vrste
1. Acamptopappus shockleyi A.Gray
2. Acamptopappus sphaerocephalus (Harv. & A.Gray) A.Gray